# Unia Zachodnioeuropejska
Unia Zachodnioeuropejska (UZE, ang. Western European Union, WEU) – istniejąca w latach 1954–2011 międzynarodowa organizacja wojskowa, utworzona na podstawie układów paryskich z 23 października 1954, modyfikujących Traktat Brukselski z 1948.

## Historia
Układy paryskie weszły w życie, po zakończeniu procesu ratyfikacji, 5 maja 1955, przekształcając tym samym powstałą w 1948 Unię Zachodnią (grupującą Francję, Wielką Brytanię i kraje Beneluksu) w Unię Zachodnioeuropejską, będącą organizacją polityczno-obronną, podczas gdy dotychczasowe zadania kulturalne UZ przejęła Rada Europy, zaś współpraca gospodarcza państw UZ rozwijana była odtąd w ramach Europejskiej Wspólnoty Węgla i Stali oraz Organizacji Europejskiej Współpracy Gospodarczej. UZE miała z założenia pełnić wszystkie zasadnicze funkcje niedoszłej Europejskiej Wspólnoty Obronnej, poza integracyjną. Zrezygnowano zatem – głównie za sprawą Wielkiej Brytanii – z ponadpaństwowego charakteru nowo utworzonej instytucji. Pomimo to, UZE – podobnie jak jej poprzedniczka – także nie odegrała znaczącej roli, bowiem centrum aktywności wojskowej stało się NATO, niemniej klauzula natychmiastowej i bezwarunkowej pomocy militarnej w wypadku agresji na któregoś z członków UZE, a także każdej innej, jaką państwa członkowskie dysponują wykraczała daleko poza zobowiązania podjęte przez sojuszników w ramach NATO, gdzie artykuł 5 Traktatu Północnoatlantyckiego mówi, że w razie ataku na któregoś z sojuszników państwo członkowskie paktu udzieli pomocy Stronie lub Stronom tak napadniętym (…) podejmując (…) akcję, jaką uzna za konieczną, nie wyłączając użycia siły zbrojnej. Będąc organizacją bez żadnych funkcji operacyjnych, UZE przez wiele lat nie odegrywała prawie żadnej roli m.in. że względu na obawy o możliwość dublowania zadań NATO. Stała się głównie niezobowiązującym forum wymiany sprawozdań na temat potencjału sił narodowych, często i tak nieaktualnych. 
W latach 90. Unia Zachodnioeuropejska stała się bardziej aktywna, czego przejawami było stworzenie Korpusu Europejskiego, zacieśnianie współpracy z NATO i zaproszenie do współpracy na prawach partnera stowarzyszonego państw stowarzyszonych z Unią Europejską i ubiegających się o członkostwo w tej organizacji. Na mocy Traktatu o Unii Europejskiej uznano UZE za zbrojne ramię Wspólnoty, przyjmując jako dalekosiężny cel UE utworzenie wspólnej armii europejskiej. 
Na szczycie Rady Europejskiej w Helsinkach w 1999 postanowiono jednak o wygaszeniu UZE i przeniesieniu jej kompetencji do nowo tworzonych struktur wspólnej polityki bezpieczeństwa i obrony (WPBiO) w ramach wspólnej polityki zagranicznej i bezpieczeństwa (WPZiB), a działające w strukturach UZE dwie agencje (WEUISS oraz WEUSC) przejęte zostały w 2002 r. przez Unię Europejską, przy czym druga z nich do dziś odpowiada za obsługę programu emerytalnego dla pracowników rozwiązanej UZE. Wskutek traktatu nicejskiego usunięto przepisy o UZE jako integralnej części unijnych procesów integracyjnych o charakterze polityczno-obronnym. 
Rozwiązanie UZE stało się możliwe dzięki wejściu w życie traktatu lizbońskiego, który przeniósł do traktatów unijnych klauzulę wzajemnej obrony zawartą dotąd w art. 5 zmodyfikowanego traktatu brukselskiego. Formalna decyzja państw członkowskich o rozwiązaniu została podjęta 31 marca 2010 r., a wygaszanie działalności organizacji ukończono do 30 czerwca 2011 r..

## Członkowie
Pod koniec istnienia UZE w jej skład wchodziło 10 państw: Wielka Brytania, Francja, Niemcy, Belgia, Holandia, Luksemburg, Włochy, Grecja, Hiszpania i Portugalia; ponadto sześć państw miało status członka stowarzyszonego, siedem stowarzyszonego partnera, a pięć obserwatora.